# Tui (Intellektueller)
Tui ist ein von Bertolt Brecht geprägter Begriff für einen bestimmten Typus von Intellektuellen. Tuis sind in Brechts Satire opportunistische Intellektuelle, die ihre Denkfähigkeiten gegen Bezahlung verkaufen. Das Wort ist eine scherzhafte Abkürzung – laut Brecht selbst entstand es durch Umstellung des Wortes Intellektuell zu „Tellekt-Uell-In“. Entsprechend wird „Tui“ oft als Verballhornung von „Intellektuell“ verstanden.

## Herkunft
In Brechts Sprachspiel steht die Folge der Buchstaben T, U, I für eben jenen „Intellektuellen“. Er beschreibt den Tui polemisch als den „Intellektuellen dieser Zeit der Märkte und Waren – den Vermieter des Intellekts“ und nennt sie etwa „Speichellecker“, „Bemäntler“ oder „Weißwäscher“, die weltfremde Meinungen zu Geld machen.
Brecht entwickelte den Begriff Tui in den 1930er Jahren. Tuis beschäftigten ihn immer wieder: So heißt es beispielsweise, Brecht habe sich „24 Jahre lang seit 1930 in Tuigeschichten, dem Roman Der Untergang der Tuis und seinem Traktat Die Kunst der Speichelleckerei mit dem Thema auseinandergesetzt“.

## Verwendung bei Brecht
Bei Brecht tauchen die Tuis mehrfach auf: In seiner zwischen 1933 und 1935 fragmentarischen, unvollendeten Gesellschaftssatire (manchmal Tui-Roman genannt) sollten sie die Hauptfiguren sein, Opfer und Täter zugleich. Später verwendete er das Motiv im Drama “Turandot oder Der Kongreß der Weißwäscher”, das posthum im Jahr 1969 in Zürich uraufgeführt wurde. In dieser Satire erscheinen die Tuis als Gruppe intrigierender Ratgeber der Kaiserin Turandot. In einer Inszenierung steckt – ganz im Sinne der Groteske – sogar eine Tafel mit den abgetrennten Köpfen toter Tuis auf einer Mauer hinter der Szene.
Auch in Brechts Tagebüchern und Notizen kommt der Begriff vor: So notiert er etwa am 9. August 1941 bei einem Gartenfest mit den Frankfurter Soziologen, man habe „den Doppelclown Horkheimer und Pollock“ getroffen – „die zwei Tuis vom Frankfurter Soziologischen Institut“. Brecht lässt in seinen Werken zudem seinen literarischen Alter Ego Herrn Keuner indirekt Stellung beziehen: Keuner fungiert als kritischer Gegenspieler zum Tui-Typ, der oft zurückhaltende, nachdenkliche Antworten gibt. Insgesamt begegnen die Tuis in Brechts Prosa und Drama stets als Symbol für eine kritikunfähige Intelligenz, die sich den Verhältnissen anpasst.

## Rezeption
Der Begriff gilt heute als Beispiel für Brechts Gesellschaftskritik: Er fasst als Pointe zusammen, wie Brecht dem opportunistischen Intellektuellen kritisch gegenüberstand.
Brecht selbst prägte den Begriff in bester satirischer Absicht und wandte ihn auch gegen reale Personen: In seinem US‑Exil erwies er sich „nie ganz unempfindlich gegenüber dem Tuismus“, nannte so zum Beispiel den Frankfurter Soziologen Max Horkheimer einen „Soziologen-Tui“ und reagierte auf Verfahren gegen ihn in den USA mit der Spitze, er habe „ein Komitee für unamerikanische Tuis“ gegründet.
In der literaturwissenschaftlichen Forschung wurde der Tui-Begriff ebenfalls aufgegriffen. Wolfgang Fritz Haug legte 1976 eine Sammlung „Brechts Tui-Kritik“ vor, und auch in neueren Brecht-Biographien und Handbüchern wird er erläutert. Außerhalb der Fachliteratur findet „Tui“ bisher vergleichsweise geringe Beachtung oder wird missverständlich verwendet; in der Verschwörungstheorie nahestehenden Literatur etwa kam er 2019 als Sinnbild für eine moderne Elite auf.  Brecht kritisierte hingegen spezifische Formen von Intellektualität, die sich dem herrschenden System anpassten, ohne jedoch pauschal alle Intellektuellen zu verurteilen.